# Schistorhynx unistriga
Schistorhynx unistriga là một loài bướm đêm trong họ Erebidae.